# Sogno improbabile
Sogno improbabile è un album del gruppo rock Skiantos pubblicato nel 2005 da EMI Music.

## Il disco
La title track è stata utilizzata come sigla per la trasmissione televisiva Colorado Cafè Live.

## Tracce
1. Lardo ai giovani – 2:32
2. Sanissimo – 3:22
3. Sogno improbabile – 3:30
4. Fossile del Pleistocene – 2:38
5. La maggior parte degli artisti – 3:24
6. Canzone contro i giovani – 3:28
7. Riprendiamoci la Corsica – 3:17
8. Troppo toasti per te – 3:13
9. La ballata del cantautore triste – 4:25
10. Il proibizionista – 3:07
11. Diverso delirio – 2:50
12. Tarzanelli – 3:05

## Formazione
- Roberto "Freak" Antoni - voce
- Fabio "Dandy Bestia" Testoni - chitarra elettrica, chitarra folk, voce solista in La ballata del cantautore triste
- Luca "Tornado" Testoni - chitarra elettrica, chitarra folk
- Massimo "Max Magnus" Magnani - basso
- Roberto "Granito" Morsiani - batteria